# Rev It Up
Rev It Up – drugi album studyjny amerykańskiego zespołu rockowego Vixen, wydany przez EMI USA w lipcu 1990 roku. Krążek pojawił się na 20. miejscu brytyjskiej listy przebojów, a dwa single promujące weszły do pierwszej czterdziestki amerykańskiej Billboard Hot 100. Album nie osiągnął jednak takiego sukcesu jak jego poprzednik, dlatego wytwórnia zerwała kontrakt z zespołem.

## Lista utworów
1. "Rev It Up" (Janet Gardner, Share Pedersen, Ron Keel, Steve Diamond) – 5:00
2. "How Much Love" (Jan Kuehnemund, Jack Conrad, Steve Plunkett) – 4:40
3. "Love Is a Killer" (Roxy Petrucci, Harry Paress) – 4:43
4. "Not a Minute Too Soon" (J. Gardner, S. Pedersen) – 4:26
5. "Streets in Paradise" (J. Kuehnemund, J. Conrad, S. Plunkett) – 4:32
6. "Hard 16" (S. Pedersen, J. Gardner) – 4:05
7. "Bad Reputation" (J. Kuehnemund, J. Gardner, Brian Miku) – 4:09
8. "Fallen Hero" (J. Kuehnemund, R. Petrucci, Ralph Carter) – 5:17
9. "Only a Heartbeat Away" (S. Pedersen, J. Gardner) – 5:07
10. "It Wouldn't Be Love" (Diane Warren) – 4:42
11. "Wrecking Ball" (S. Pedersen, J. Gardner) – 5:10
12. "Highway to Heartache" (J. Gardner, J. Kuehnemund, S. Pedersen, R. Petrucci) (bonus) – 3:51
13. "I Want You to Rock Me" (David Cole, J. Gardner) (bonus; na żywo w Daytona Beach 1989) – 4:50

Utwory 12 i 13 pochodzą z reedycji japońskiej z 2006 roku.

## Wykonawcy
- Janet Gardner – śpiew, gitara rytmiczna
- Jan Kuehnemund – gitara prowadząca i rytmiczna, śpiew wspomagający
- Share Pedersen – gitara basowa, wokal wspomagający
- Roxy Petrucci – perkusja, wokal wspomagający

Muzycy sesyjni
- Michael Alemania – keyboard

### Produkcja
- Producent: Randy Nicklaus
- Współproducent: Mark Sullivan
- Inżynieria dźwięku: Chad Blinman, Chris Fuhrman, Mike Gunderson, Gina Immel, Rob Jacobs, Bill Kennedy & Dennis MacKay
- Miksowanie: Mike Shipley
- Zmiksowano w George Marino w Sterling Sound, Nowym Jorku
- Technik dźwięku (gitara) dla Jan Kuehnemund: David Reilly